# Karl Schlegel (Jagdflieger)

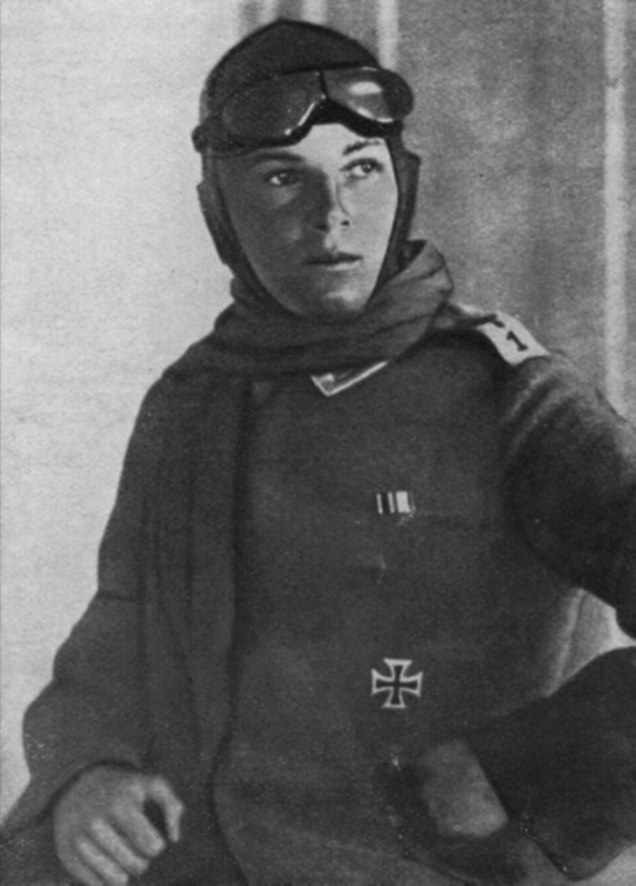
Karl Schlegel

Karl Paul Schlegel (* 7. Mai 1893 in Wechselburg; † 28. Oktober 1918 in Frankreich) war ein deutscher Jagdflieger im Ersten Weltkrieg mit 22 bestätigten Abschüssen. Er war Träger des Goldenen Militär-Verdienst-Kreuzes.

## Leben
Karl Schlegel wurde in Wechselburg in Sachsen geboren. Er besuchte zunächst von 1907 bis 1912 eine Kadettenschule und trat dann am 1. April 1912 in das Königliche Sachsenburger Maschinengewehr-Regiment Nr. 19 ein. Später wurde er in der dortigen 8. Abteilung zum Unteroffizier befördert. Bei Kriegsbeginn 1914 wurde er dem 8. Kavallerie-Regiment zugeteilt und zog mit dieser Einheit nach Frankreich und Russland. Im ersten Kriegsjahr wurde ihm das Eiserne Kreuz II. Klasse und im Sommer 1915 als erster Soldat seiner Division die Erste Klasse (EK I) verliehen.
Anfang 1917 wurde er zur Fliegertruppe versetzt und kam zur Flieger-Ersatzabteilung (FEA) nach Altenburg, wo er die Flieger-Abschlussprüfung bestand. Anschließend kam er zur Flieger-Ersatzabteilung 6 (FEA 6) und danach zur Zweisitzer-Fliegereinheit 39 (FA 39), wo er in einen Flugunfall verwickelt wurde. Ab Januar 1918 wurde er wieder in der Flieger-Ersatzabteilung 6 (FEA 6) eingesetzt, von wo er im Mai desselben Jahres zur Kampfeinsitzerstaffel 1 (Kest 1) an die Westfront kommandiert wurde. Danach kam er zur Jagdstaffel 45 (Jasta 45).
Nach seinem fünften Abschuss wurde er am 15. Juli 1918 zum Vizefeldwebel befördert. Nach 14 weiteren Abschüssen wurde ihm am 15. Oktober 1918 die damals höchste militärische Auszeichnung für Mannschaftsdienstgrade, das Goldene Militär-Verdienst-Kreuz, verliehen.
Nach seinem 22. Abschuss war er für eine Beförderung zum Leutnant und gleichzeitig für den Pour le Mérite vorgesehen. Er wurde jedoch zuvor, am 27. Oktober 1918, von 12 französischen Flugzeugen angegriffen und abgeschossen. Karl Schlegel starb einen Tag später an Folgen dieses Absturzes.
Insgesamt schoss Schlegel 15 Beobachtungsballons (davon 14 bestätigt) und 9 Flugzeuge (davon 8 bestätigt) im Luftkampf ab. Mit 14 Ballonabschüssen gehört er zu den 10 international erfolgreichsten sog. Ballon-Assen (engl. Balloon Buster).

## Auszeichnungen
- Preußisches Militär-Flugzeugführer-Abzeichen
- Eisernes Kreuz II. und I. Klasse
- Militär-St. Heinrichs-Medaille in Silber
- Goldenes Militär-Verdienst-Kreuz